# Tarbu
Tarbu (em árabe: تاربو) ou Tirbu (em árabe: تيربو) é uma localidade da Líbia do distrito de Murzuque. Em 14 de setembro de 2021, houve conflitos entre as autoridades líbias e forças de oposições do Chade nas imediações da localidade.